# Хамад (порт)
25°00′54″ пн. ш. 51°36′07″ сх. д. / 25.015° пн. ш. 51.602° сх. д.
Порт Хамад — головний морський порт Катару, розташований на південь від Дохи в районі Умм ель-Хуль. Будівництво порту розпочалось у 2010 році; відкриття відбулося у грудні 2016 р. Офіційно відкритий у вересні 2017 року. Здатний переробляти до 7,8 мільйонів тонн продукції на рік, основна частина торгівлі, яка проходить через порт, складається з продуктів харчування та будівельних матеріалів.

## Історія
Вперше проект оприлюднено у червні 2007 року, будівництво порту було розпочато у червні 2010 року. Місцем для порту було обрано Умм ель-Хуль, район на південь від столиці Дохи та неподалік від промислового міста Умм-Саїд. Кошторисна вартість проекту — 7,4 млрд доларів. Перше відправлення до порту Хамад було здійснено важким доковим судном Zhen Hua 10, що містило крани, які планувалося використовувати для вивантаження вантажів.. Комерційні операції в порту були офіційно розпочаті в грудні 2015 року.. Було оголошено, що порт почне працювати у грудні 2016 року.
У листопаді 2016 року німецька компанія Siemens підписала енергетичну угоду на суму 12,4 млн доларів для забезпечення електропостачання порту Хамад. У червні 2017 року було оголошено про розширення порту, через що було підписано контрактів на суму приблизно 550 млн доларів.
Порт є частиною Морського шовкового шляху, який проходить від узбережжя Китаю на південь через південний край Індії до Момбаси, звідти через Червоне море через Суецький канал до Середземного моря — на північ до італійського хабу Трієст із залізничним сполученням із Центральною Європою, Східною Європою та Північним морем.

## Операції під час дипломатичної кризи в Катарі 2017 року
На початку дипломатичної кризи в Катарі у 2017 році, яка розпочалася 5 червня, значна частина перевезень до порту Хамад була припинена через заборону ходження суден, що перебувають під прапором Катару, з морських портів Бахрейну, Саудівської Аравії, ОАЕ та Єгипту. Це спонукало портову владу створити нові прямі маршрути судноплавства, які станом на червень 2017 року включали індійські порти Мундра та Нава-Шева та оманський порт Сухар. Портовий менеджмент оголосив, що в червні 2017 року, у перший місяць кризи, порт обслугував 212 кораблів.
Відповідно до зауваження чиновника порту в липні 2017 року, єдиною суттєвою зміною, що відбулася в роботі порту, стала зміна транзитного руху з порту Джебель-Алі в ОАЕ на два порти в Омані.
У вересні 2017 року з порту було запущено дві нові морські лінії судноплавства для посилення торгових зв'язків країни з іншими портами Малайзії, Китаю, Туреччини, Індії та Греції.